# Juuru (plaats)
Juuru (Duits: Jörden) is een plaats in de Estlandse gemeente Rapla, provincie Raplamaa. Juuru heeft de status van groter dorp of vlek (Estisch: alevik).
Tot in oktober 2017 was Juuru de hoofdplaats van de gelijknamige gemeente. In die maand werd Juuru bij de gemeente Rapla gevoegd.

## Bevolking
De plaats had 509 inwoners op 31 december 2011 en 545 inwoners op 31 december 2021.

## Ligging
De plaats ligt aan de Tugimaantee 14, de secundaire weg van Kose naar Purila.

## Geschiedenis
De plaats werd in 1241 voor het eerst genoemd onder de naam Juriz. In 1682 was voor het eerst sprake van een landgoed Juuru. Het landgoed was achtereenvolgens in handen van de families von Fersen, von Kursell, von Stackelberg en Rausch von Traubeberg. Op het eind van de 19e eeuw werd het landgoed bij het landgoed van Maidla gevoegd.
Het landhuis van het landgoed is gebouwd in de tweede helft van de 18e eeuw en ingrijpend verbouwd in de tweede helft van de 19e eeuw. Na de Tweede Wereldoorlog was het landhuis in gebruik als ziekenhuis. Sinds de jaren tachtig van de 20e eeuw staat het leeg.
De eerste (houten) kerk van Juuru werd gebouwd in 1238. In de 15e eeuw werd de kerk vervangen door een stenen kerk, Zijn huidige uiterlijk kreeg de kerk bij een verbouwing in de 19e eeuw. De kerk is gewijd aan de aartsengel Michaël. Tot de parochie van Juuru behoorden meer dan twintig dorpen. In 1896 kreeg Juuru ook een Russisch-Orthodoxe kerk, gewijd aan Basilius van Caesarea. De toenmalige Sovjetautoriteiten sloten de kerk in 1960. Sindsdien raakte ze in verval.

## Foto's

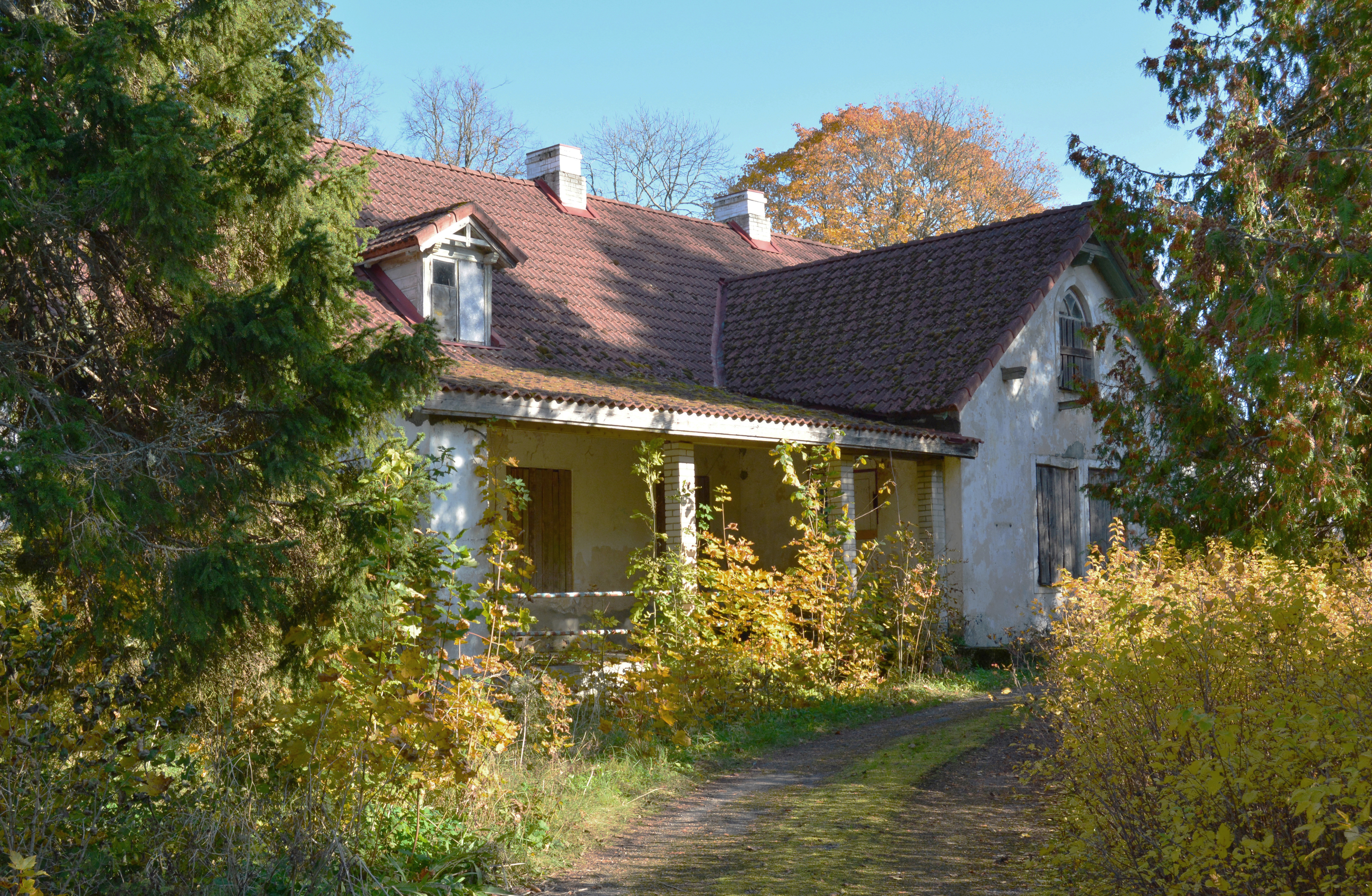
Het landhuis van Juuru
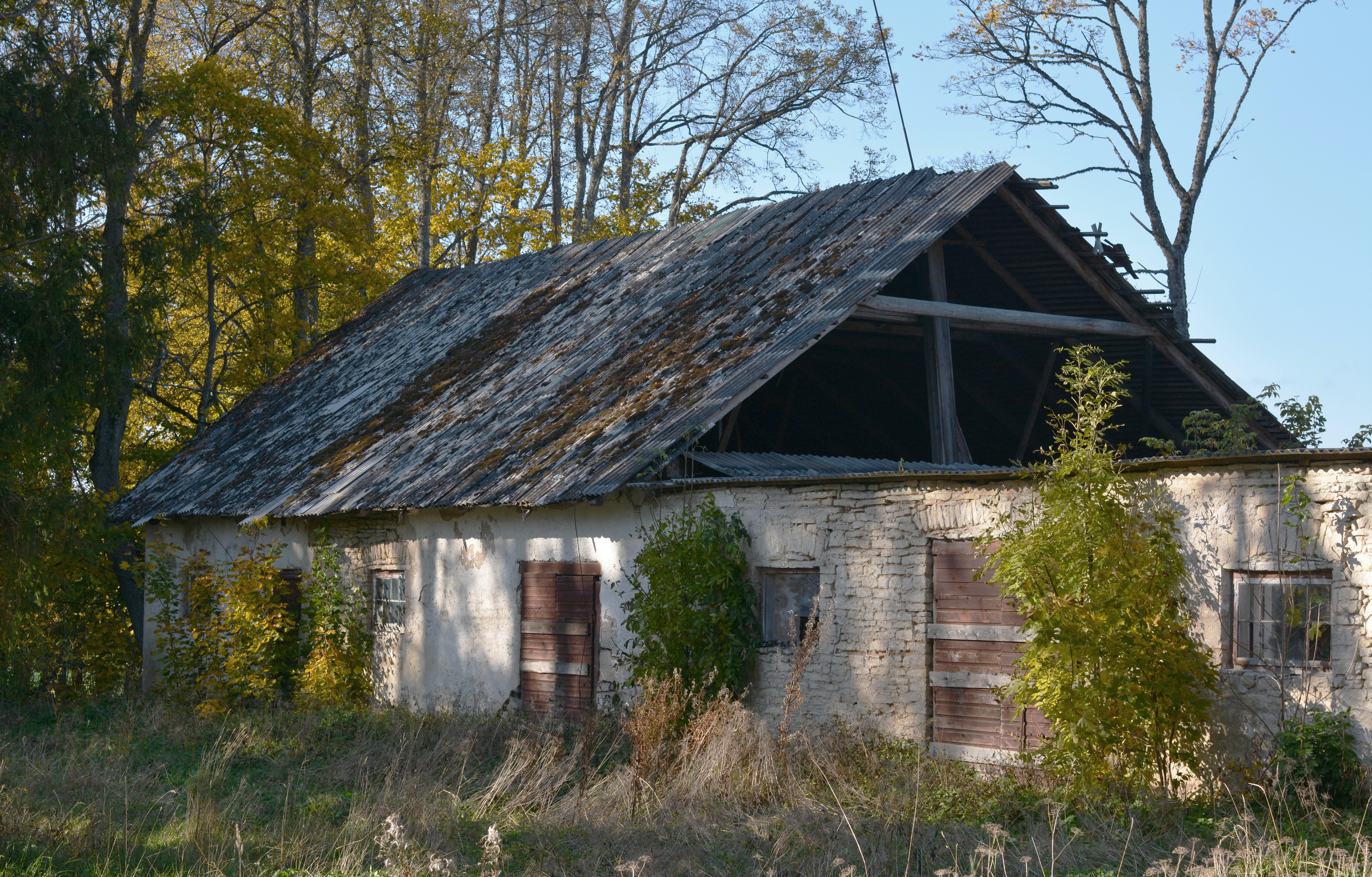
Koetshuis van het landgoed
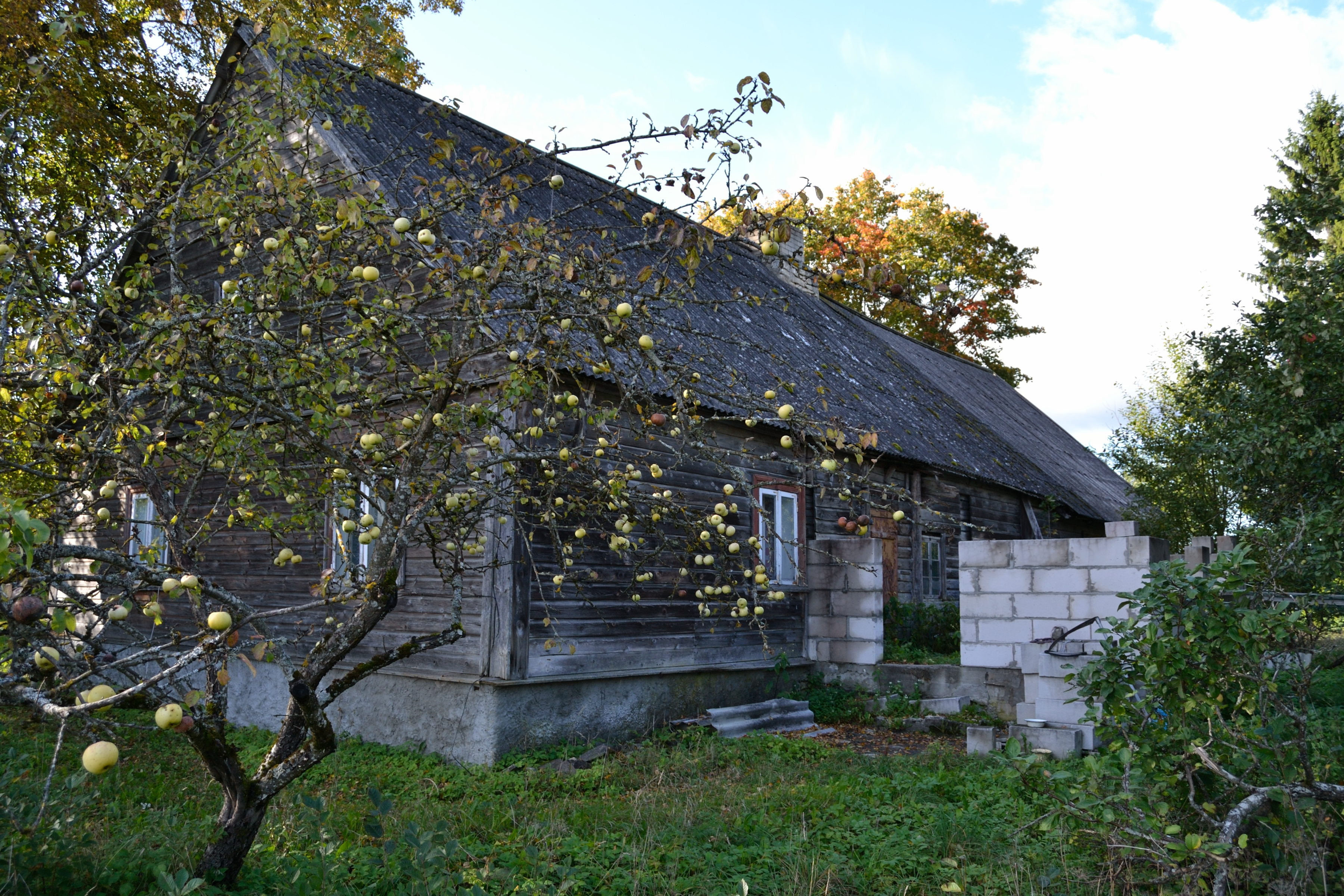
Huis van de opzichter
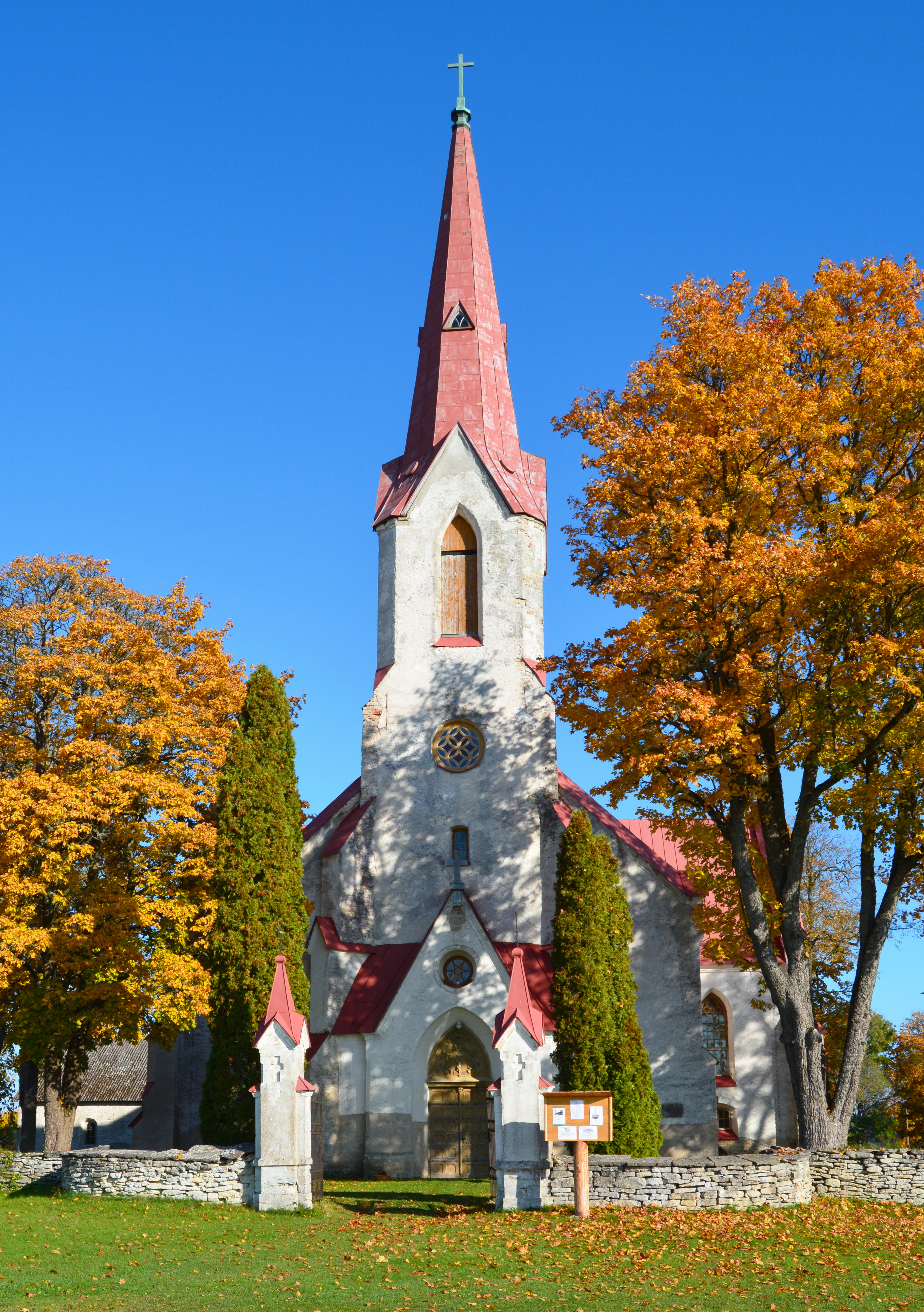
De kerk van Juuru
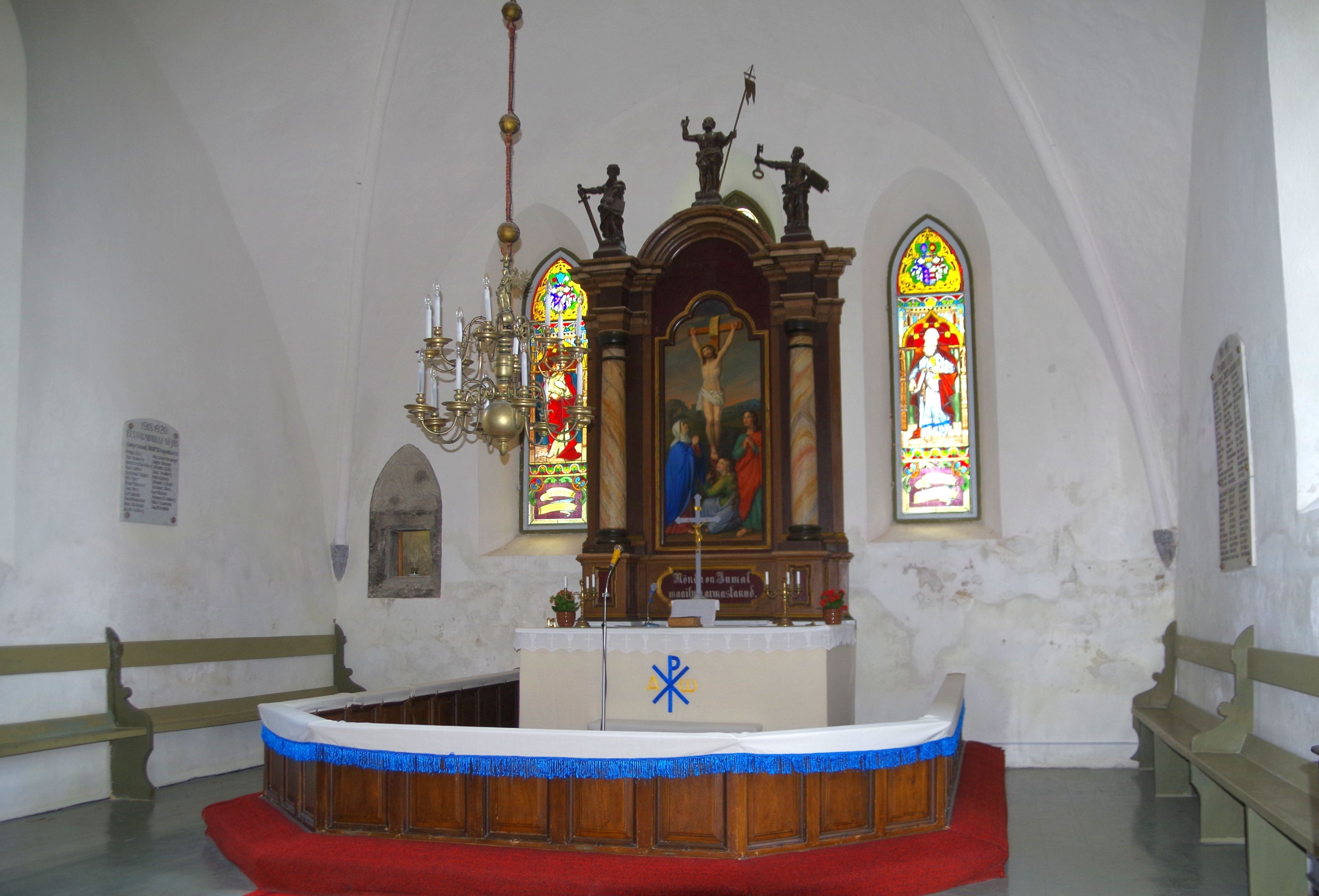
Altaar van de kerk
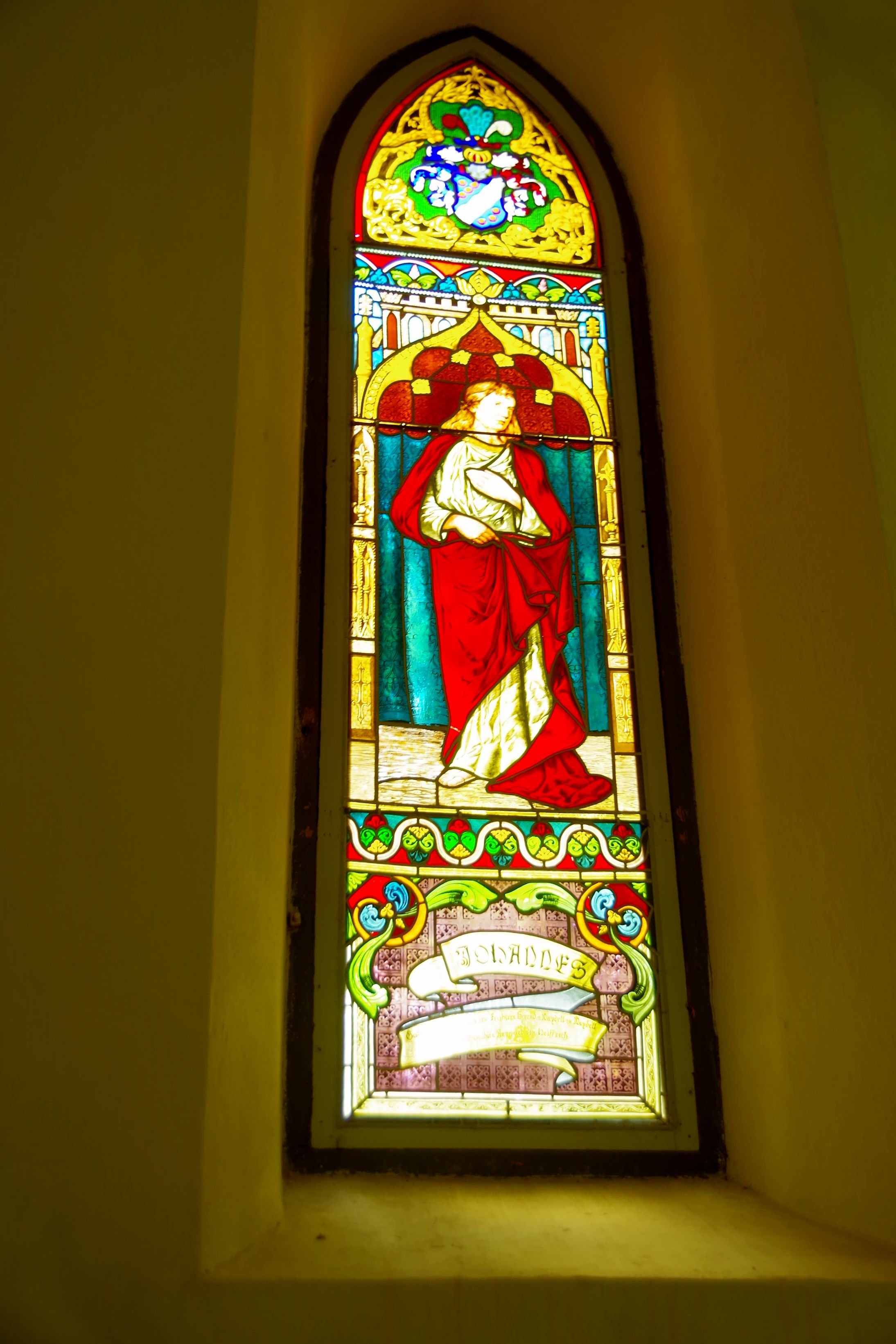
Glas-in-loodraam
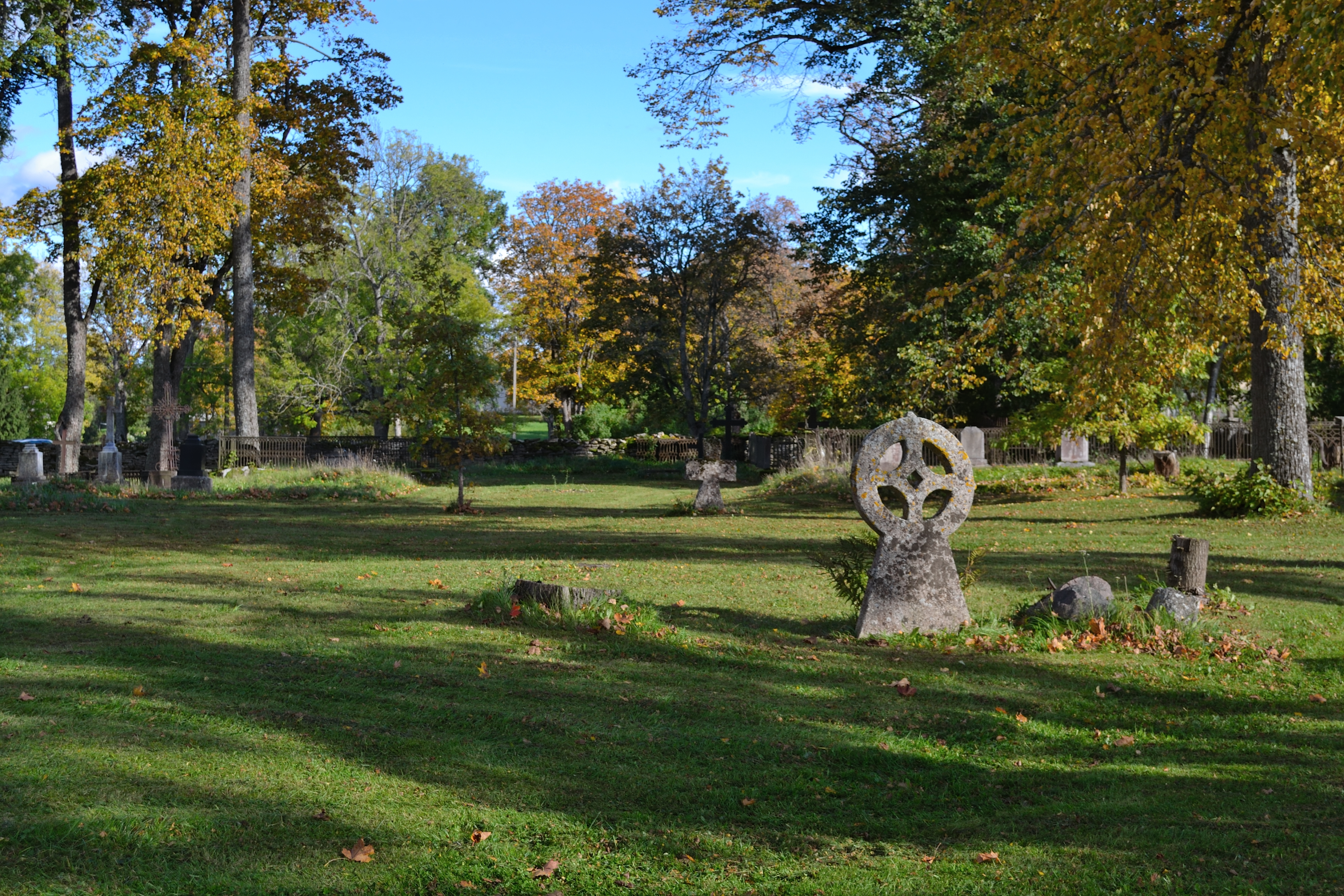
Kerkhof
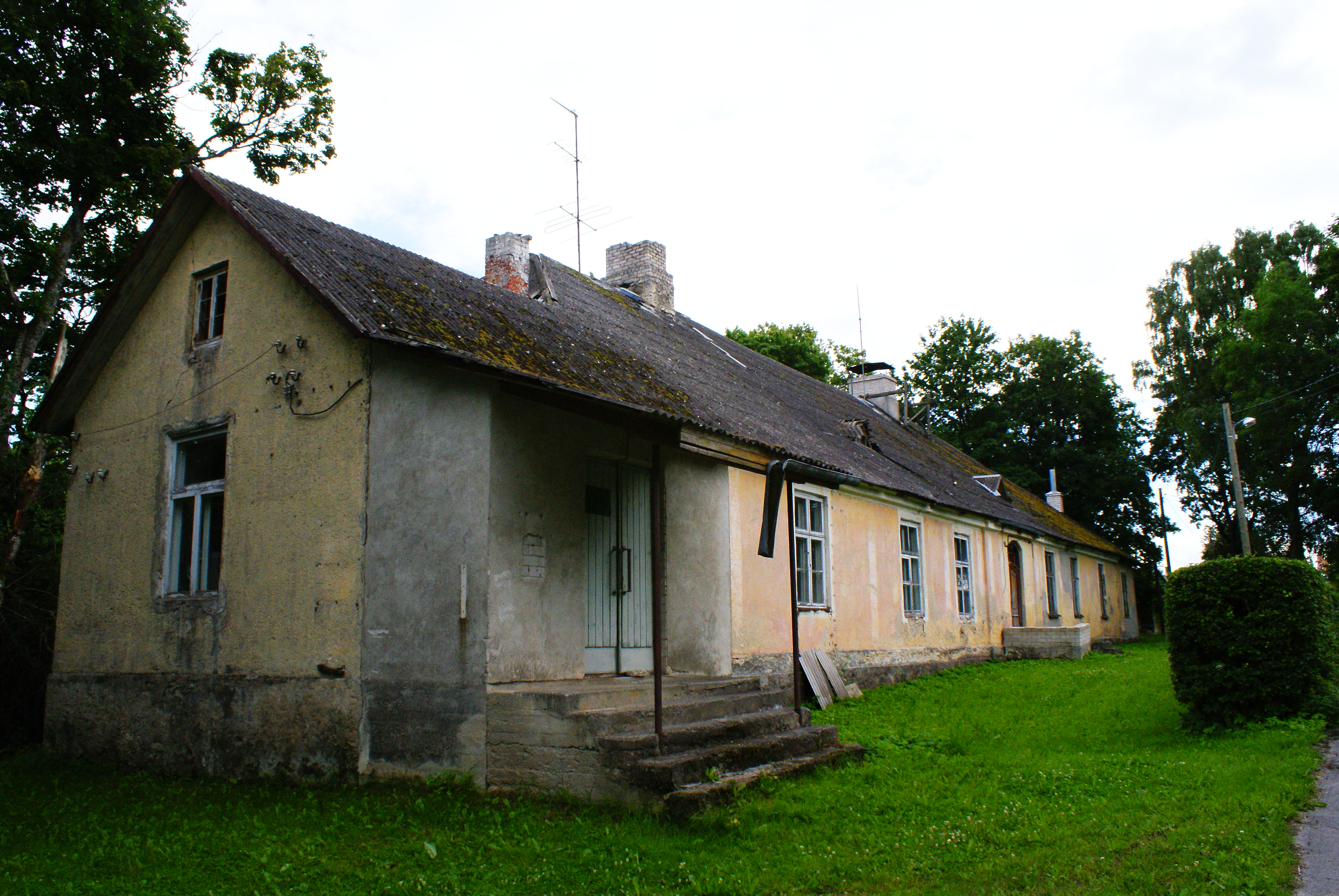
Pastorie
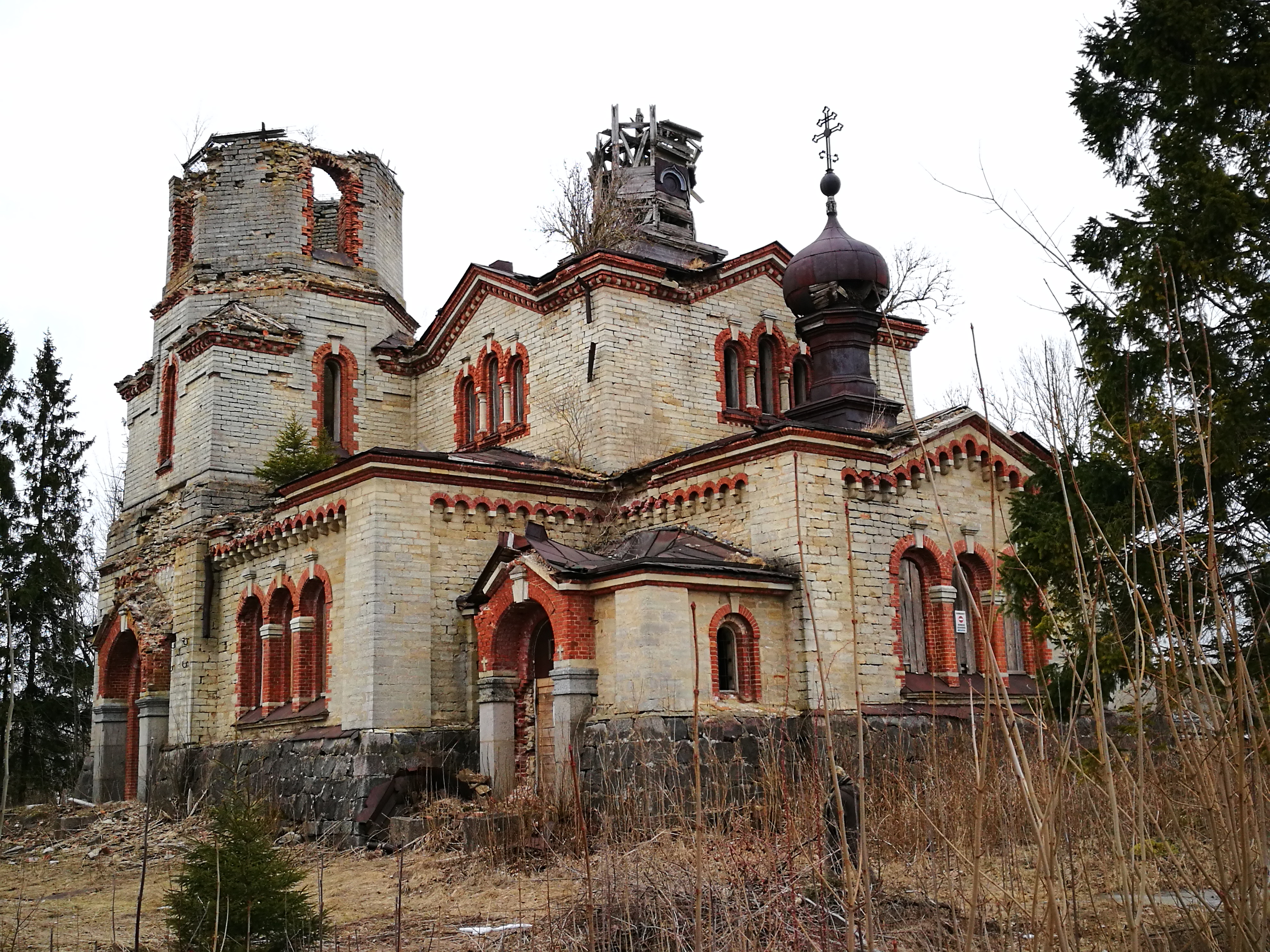
Voormalige Russisch-orthodoxe kerk
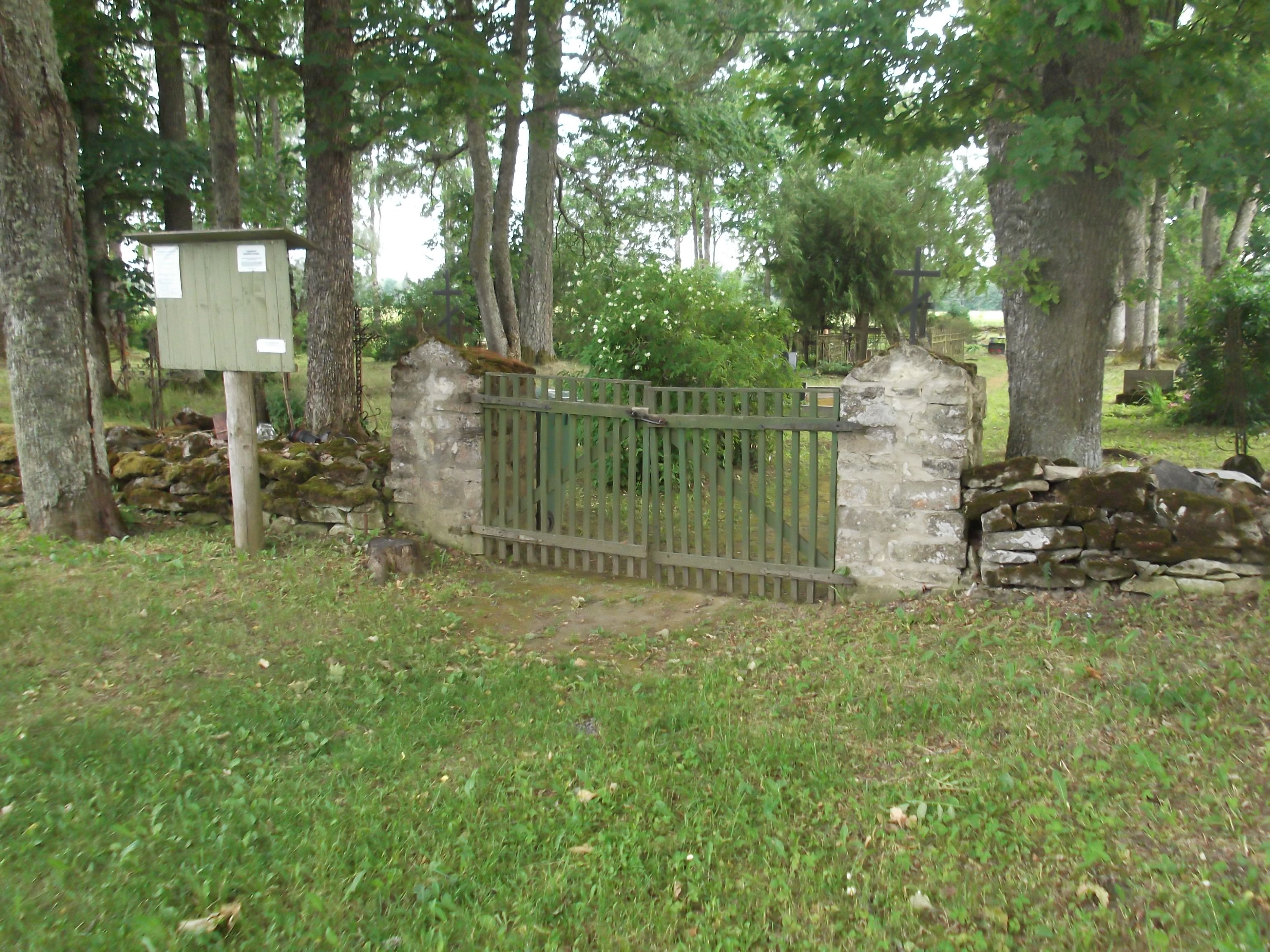
Orthodox kerkhof